# Jean López
Jean López (31 de agosto de 1973) es un deportista estadounidense que compitió en taekwondo. Ganó una medalla en el Campeonato Mundial de Taekwondo de 1995, y tres medallas en el Campeonato Panamericano de Taekwondo entre los años 1992 y 1996.

## Palmarés internacional
| Campeonato Mundial      | Campeonato Mundial                | Campeonato Mundial | Campeonato Mundial |
| Año                     | Lugar                             | Medalla            | Categoría          |
| ----------------------- | --------------------------------- | ------------------ | ------------------ |
| 1995                    | Manila (Filipinas)                | Medalla de plata   | –76 kg             |
| Campeonato Panamericano |                                   |                    |                    |
| Año                     | Lugar                             | Medalla            | Categoría          |
| 1992                    | Colorado Springs (Estados Unidos) | Medalla de oro     | –64 kg             |
| 1994                    | Heredia (Costa Rica)              | Medalla de oro     | –70 kg             |
| 1996                    | La Habana (Cuba)                  | Medalla de bronce  | –76 kg             |